# Drvenkovití
Drvenkovití (Sapygidae) je čeleď vos. Jedná se o parazity, jejichž larvy se vyvíjejí v hnízdech samotářských včel.

## Charakteristika čeledi

### Popis

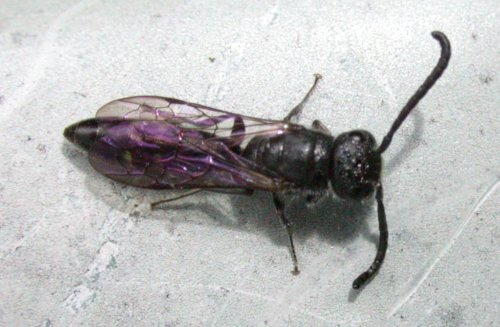
Drvenka pětitečná

Drvenky jsou nejblíže příbuzní kodulkám (Mutillidae). Obvykle jde o drobné, štíhlé druhy (podčeleď Sapyginae), nebo větší, vosy připomínající živočichy (podčeleď Polochrinae). Velikost se pohybuje od 6 do 22 mm. Zbarvení těla je černé se žlutými nebo bílými skvrnami, některé druhy mají rezavě zbarvený zadeček. Obě pohlaví mají dlouhá, kyjovitá tykadla, která představují u mnohých druhů dobrý rozpoznávací znak mezi pohlavími. Kusadla mají tři nápadné „zuby“.

### Ekologie
Drvenkovití jsou zástupci skupiny hnízdních kleptoparazitů. Samice si nestaví hnízdo, ale kladou vajíčka do buněk samotářských včel (čalounice, drvodělky, zednice, maltářky). Živí se buď zásobami pylu nebo konzumují larvy či předkukly napadených včel anebo obojí zároveň. Vajíčko obvykle nakladou přímo do hnízdní buňky a larva se pak živí potravou, kterou nanosil majitel hnízda pro svou larvu. Jelikož buňky jsou uspořádány řadově a včely jednu po druhé uzavírají, parazitující samice hlídkují u hnízd a položí vajíčko krátce před uzavřením hnízdní buňky a začátkem stavby nové buňky. Vajíčka mají malá a samice je obvykle schovávají mezi listové vrstvy, jimiž je vystlán vnitřní povrch buňky. Larvy se líhnou dříve než larvy hostitele a sežerou je někdy ještě nevylíhlé. Někdy se však stane, že se v buňce vylíhne více larev kleptoparazita, v takovém případě se larvy navzájem napadají a svůj vývoj dokončí jen ta nejsilnější. Byly zaznamenány i případy, že svůj vývoj dokončila larva včely i drvenky. Některé larvy pozdrží svůj vývoj a čekají, až hostitelská larva nabude na objemu - teprve potom ji napadnou a zkonzumují. Některé včely se naučily bránit a stavějí i prázdné falešné buňky, v nichž je larva drvenky odsouzena k smrti hladem. Pokud v buňce narazí na cizí vajíčko, vyhodí ho ven. Stejně tak vyhazují z hnízda i drvenky, které tam najdou. Ty se většinou nebrání a vyhodit se nechají. Dospělci se živí pylem a nektarem na květech.

## Taxonomie a rozšíření
Jedná se o kosmopolitní čeleď rozšířenou všude tam, kde žijí jejich hostitelské druhy. Člení se na 2 podčeledi. Ve světě bylo zatím popsáno asi 80 druhů, v ČR žijí 4 z nich.

### Významné druhy
- drvenka desetiskvrnná Sapygina decemguttata
- drvenka kyjorohá Sapyga clavicornis
- drvenka pětitečná Sapyga quinquepunctata
- drvenka pestrá Sapyga similis
- drvenka velká Polochrum repandum